# António Morgado
António Morgado (Caldas da Rainha, 28 gennaio 2004) è un ciclista su strada e pistard portoghese che corre per l'UAE Team Emirates XRG.

## Palmarès

### Strada
- 2021 (Juniores)

Taça de Portugal Juniores - 1
2ª tappa Volta ao Concelho de Loulé Junior (Loulé > Loulé)
Classifica generale Volta ao Concelho de Loulé Junior
Prologo Ruta do Albariño (Meaño, cronometro)
Classifica generale Ruta do Albariño
Gipuzkoa Klasika
3ª tappa Vuelta al Besaya Juniors (Colindres > Ampuero)
4ª tappa Vuelta al Besaya Juniors (Torrelavega > Los Corrales de Buelna)
Classifica generale Vuelta al Besaya Juniors
2ª tappa Bizkaiko Itzulia (Markina-Xemein > Markina-Xemein)
4ª tappa Bizkaiko Itzulia (Muskiz, cronometro)
GP Anadia Capital do Espumante
Campionati portoghesi, Prova a cronometro Junior
1ª tappa Volta a Portugal Junior (Almeida > Almeida)
3ª tappa Volta a Portugal Junior (Gouveia > Seia, cronometro)
Classifica generale Volta a Portugal Junior
Circuito da Curia
- 2022 (Juniores)

Taça de Portugal Juniores - 1
Taça de Portugal Juniores - 2
Taça de Portugal Juniores - 3
Taça de Portugal Juniores - 5
Challenge Volta Barbanza A Orixe 1
2ª tappa - parte a Volta ao Concelho de Loulé Junior (Loulé > Loulé)
Classifica generale Volta ao Concelho de Loulé Junior
3ª tappa Grande Prémio do Minho Junior (Amares > Amares)
Classifica generale Grande Prémio do Minho Junior
Prologo Ruta do Albariño (Meaño > Alto do Busto, cronometro)
1ª tappa Ruta do Albariño (Meaño > Meaño)
Classifica generale Ruta do Albariño
1ª tappa Vuelta al Besaya Juniors (Los Corrales de Buelna > San Felices de Buelna)
3ª tappa Vuelta al Besaya Juniors (Puente Viesgo > Puente Viesgo)
Classifica generale Vuelta al Besaya Juniors
1ª tappa Vuelta a Valladolid Junior (Campo Grande > Valladolid)
2ª tappa - parte a Vuelta a Valladolid Junior (Cogeces del Monte > Cogeces del Monte, cronometro)
Classifica generale Vuelta a Valladolid Junior
Campionati portoghesi, Prova a cronometro Junior
Campionati portoghesi, Prova in linea Junior
1ª tappa Vuelta Junior a la Ribera del Duero (Caleruega > Pedrosa de Duero)
3ª tappa Vuelta Junior a la Ribera del Duero (Aranda de Duero > Aranda de Duero)
Classifica generale Vuelta Junior a la Ribera del Duero
2ª tappa - parte b Volta a Portugal Junior (Lajeosa do Mondego > Celorico da Beira, cronometro)
5ª tappa Volta a Portugal Junior (Fundão > Covilhã)
Classifica generale Volta a Portugal Junior
Classifica generale Giro della Lunigiana
- 2023 (Hagens Berman Axeon, tre vittorie)

Classifica generale International Tour of Rhodes
5ª tappa Orlen Nations Grand Prix (Sanok > Arłamów)
Campionati portoghesi, Prova a cronometro Under-23
- 2024 (UAE Team Emirates, tre vittorie)

Giro di Romagna
2ª tappa Vuelta a Asturias (Ribera de Arriba > Ribadesella)
Campionati portoghesi, Prova a cronometro
- 2025 (UAE Team Emirates XRG, tre vittorie)

Gran Premio Castellón
Figueira Champions Classic
Campionati portoghesi, Prova a cronometro

#### Altri successi
- 2021 (Juniores)

Classifica a punti Volta ao Concelho de Loulé Junior
Classifica giovani Volta ao Concelho de Loulé Junior
Classifica a punti Vuelta al Besaya Juniors
Classifica giovani Vuelta al Besaya Juniors
Classifica a punti Bizkaiko Itzulia
Classifica a punti Volta a Portugal Junior
Classifica scalatori Volta a Portugal Junior
Classifica giovani Volta a Portugal Junior
- 2022 (Juniores)

2ª tappa - parte b Volta ao Concelho de Loulé Junior (Loulé > Loulé, cronosquadre)
Classifica a punti Volta ao Concelho de Loulé Junior
Classifica scalatori Volta ao Concelho de Loulé Junior
Classifica scalatori Corsa della Pace Juniores
Classifica a punti Grande Prémio do Minho Junior
Classifica a punti Vuelta al Besaya Juniors
Classifica scalatori Vuelta al Besaya Juniors
Classifica scalatori Volta a Portugal Junior
Classifica scalatori Giro della Lunigiana
- 2023 (Hagens Berman Axeon)

Classifica giovani International Tour of Rhodes
- 2024 (UAE Team Emirates)

Classifica giovani Volta ao Algarve

### Pista
- 2022

Campionati portoghesi, Corsa a punti Junior
Campionati portoghesi, Scratch Junior

## Piazzamenti

### Classiche monumento
- Giro delle Fiandre

2024: 5º
2025: 90º
- Parigi-Roubaix

2024: 87º
2025: 24º

### Competizioni mondiali
- Campionati del mondo

Fiandre 2021 - Cronometro Junior: 44º
Fiandre 2021 - In linea Junior: 6º
Wollongong 2022 - Cronometro Junior: 20º
Wollongong 2022 - In linea Junior: 2º
Glasgow 2023 - Cronometro Under-23: 27º
Glasgow 2023 - In linea Under-23: 2º
Zurigo 2024 - Cronometro Under-23: 23º
Zurigo 2024 - In linea Under-23: 20º

### Competizioni europee
- Campionati europei

Trento 2021 - Cronometro Junior: 18º
Trento 2021 - In linea Junior: 20º
Anadia 2022 - Cronometro Junior: 9º
Anadia 2022 - In linea Junior: 40º
Drenthe 2023 - Cronometro Under-23: 20º
Drenthe 2023 - In linea Under-23: 14º